# Öster-Borrsjön
Öster-Borrsjön är en sjö i Ljusdals kommun i Hälsingland och ingår i Ljusnans huvudavrinningsområde. Sjön är 7 meter djup, har en yta på 0,732 kvadratkilometer och befinner sig 414 meter över havet. Sjön avvattnas av vattendraget Borrån.

## Delavrinningsområde
Öster-Borrsjön ingår i det delavrinningsområde (686231-146929) som SMHI kallar för Utloppet av Öster-Borrsjön. Medelhöjden är 450 meter över havet och ytan är 6,83 kvadratkilometer. Räknas de 2 avrinningsområdena uppströms in blir den ackumulerade arean 21,34 kvadratkilometer. Borrån som avvattnar avrinningsområdet har biflödesordning 3, vilket innebär att vattnet flödar genom totalt 3 vattendrag innan det når havet efter 182 kilometer. Avrinningsområdet består mestadels av skog (45 procent) och sankmarker (41 procent). Avrinningsområdet har 0,73 kvadratkilometer vattenytor vilket ger det en sjöprocent på 10,7 procent.